# Cangetta eschatia
Cangetta eschatia là một loài bướm đêm trong họ Crambidae.